# Vlasta Delimar
Vlasta Delimar (Zagreb, 31. srpnja 1956.), likovna je umjetnica i jedna je od naših najpoznatijih umjetnica performansa. Školu primijenjenih umjetnosti završila 1977. godine. Samostalno izlaže od 1981. U središtu njezina zanimanja nalazi se položaj žene i muško-ženski odnosi.

## Suradnja sa Željkom Jermanom
Vlasta Delimar svoj rad na području performansa započinje zajedničkim izvedbama sa Željkom Jermanom, fotografom i članom Grupe šestorice. Godine 1979. zajedno izvode performans pod nazivom "Pokušaj poistovjećivanja". Vlasta Delimar i Željko Jerman goli stoje pred publikom, na tijelo bojom ispisuju "JA", priljubljuju tijela i boja se zamrlja te tekst postaje nečitljiv. Peru svoja tijela te ponovo ispisuju "JA" i neko vrijeme stoje mirno. Tematski i izvedbeno sličan je i performans "Desimbolizacija" koji izvode 1980. godine. Vlasta Delimar i Željko Jerman stoje goli jedno pored drugog, na svoja tijela crtaju simbole: Vlasta Delimar crta simbol ženskog spola, a Jerman muškog. Nakon toga tijela u potpunosti prekriju bojom. Vlasta koristi ružičastu boju, a Željko plavu. Priljubljuju tijela i grle se. Boja se miješa na njihovim tijelima, ostaje otisak. Odvoje se i neko vrijeme stoje mirno.
Godine 1982. Delimar i Jerman izvode performans temeljen na stvarnom događaju, njihovom vjenčanju. Performans "Vjenčanje" započinje odlaskom umjetnika zajedno s publikom u crkvu. Nakon ceremonije vjenčanja odlaze na proslavu u galeriju gdje je postavljena izložba fotografija s vjenčanja u općini, a naknadno i s crkvenog vjenčanja. S magnetofona se reproducira snimak govora matičara i svećenika.

## Samostalne izvedbe
Godine 1980. Vlasta Delimar samostalno izvodi performans "Transformacija ličnosti" u Galeriji Studentskog centra u Zagrebu. Na postavljenu modnu pistu uz pratnju disko glazbe izlazi Vlasta Delimar obučena u svoju svakodnevnu odjeću, bez šminke. Zatim izlazi u različitoj odjeći, našminkana, s različitim frizurama. Na kraju performansa izlazi gola. 
Godine 1985. u Galeriji događanja u Zagrebu izvodi performans "Draga Vlasta". Vlasta Delimar u polumračnom prostoru ispunjenim granjem leži nepomično, u poderanoj roza haljini s tijelom polivenim krvlju.
Na Cvjetnom trgu u Zagrebu izvodi performans "Vezana za drvo", s masnicama po licu i tijelu i razderanom odjećom stoji privezana lancem i užetom za drvo dok svira glazba Klausa Nomija.
U Galeriji PM, 1986. godine izvodi performans "Jebanje je tužno". Na zidovima galerije su postavljeni veliki križevi od bijelog i crnog papira na kojima je ispisano "Jebanje je tužno". Na podu je veliki bijeli križ na kojemu leži gola umjetnica licem prekrivenim crnim tilom, tijela prebojanog u crno, osim bradavica koje su obojene u crveno. Na suprotnom zidu je veliki crni križ u čijem podnožju sjedi muškarac odjeven u crne hlače i bijelu košulju te crno obojanih usana. Zamračen je prostor i svjetlo unakrsno osvjetljavaju muškarca i umjetnicu. Kad započne glazba, muškarac ustaje, polaže bijelu ružu na Vlastino tijelo te izlazi.
Godine 1996. izvodi performans "Tražim ženu", performans koji je podigao dosta prašine od strane aktivista i društva za zaštitu životinja. Performans započinje s Vlastom Delimar odjevenom poput domaćice, s glavom prekrivenom crvenom gazom. Oštri noževe, reže kruh i priprema pile za kuhanje. U pozadini je video projekcija sa ženom i muškarcem koji sjede za stolom pretrpanim hranom i jedu. Delimar baca šnite kruha s vlastitim portretom u publiku. Preodijeva se samo u maskirnu jaknu i stavlja vojnički remen. Maršira sa živom kokoši koju zatim zakolje oštrim nožem te ju priprema za kuhanje.
U Zagrebu 2001. godine, Vlasta Delimar izvodi performans "Lady Godiva" u kojem jaše gola na bijelom konju, s usnama obojenim u crno, kroz najfrekventnije dijelove grada. Njeni pratioci dijele letke ljudima na kojima piše objašnjenje. Performans je nastao prema srednjovjekovnoj legendi o ženi Godivi koja je projahala gola gradom kao uvjet da njen muž, vladar grada, građane oslobodi teških poreza. Izvodeći taj performans, umjetnica je stvorila odmak od svakodnevice, usmjeravajući pozornost na odgovornost svakog pojedinca spram društva, moć koja se nalazi u odluci hrabrog djelovanja bez obzira na konvencije i moralna ograničenja.
Vlasta Delimar izvodi performans „Marička“ u Zagrebu 7. studenoga 2006. godine u Galeriji Klovićevi dvori kao dio izložbenog ciklusa „Intime“. Performans portretira njenu tetu Maričku i njen svakodnevni monotoni život kojim nije bila zadovoljna. Delimar u performansu šiva na šivaćoj mašini, uređuje kosu stavljajući viklere, dekorira zid ukrasnim valjkom. Čin koji je izazvao najviše reakcija jest klanje pijetla za pripremu objeda baš kako bi se to odvijalo i u svakodnevnom životu tete Maričke. Nakon performansa, u izvedbeni prostor su upali članovi udruge Prijatelji životinja protestirajući da svojim performansom Vlasta Delimar krši zakon o dobrobiti životinja. 

## Suradnja s Milanom Božićem
Performans "Razgovor s ratnikom ili žena je nestala" izvodi zajedno s Milanom Božićem 1999. godine. Ratnik Milan Božić i umjetnica Vlasta Delimar započinju performans nagi, plesom preko pozornice, ispred slike ratnikova portreta. Performans se sastoji od dijaprojekcije s ratnikom i umjetnicom, video projekcije u kojoj ratnik umjetnici preobuče više pari cipela u parku, ratnikove ispovijesti o svojoj pokojnoj majci i ratu te umjetničine žive izvedbe u kojoj ona gleda vlastito golo tijelo u ogledalo osvijetljena snopom svjetlosti. Na kraju performansa Vlasta Delimar dolazi do ratnika, podiže ga za ruku te skupa odlaze.
S Milanom Božićem izvodi i performans „Prinček“, 2002. godine. Prikazan je mozaik tri video projekcije (muškarac ljubi njeno tijelo). Vlasta Delimar pleše ispred velikih slika orgazmičkih portreta muškaraca. Božić dolazi i odnosi ju na rukama u drugi nivo gdje se predaju potpunoj ljubavnoj igri. 
Nakon Gotovčeve smrti u lipnju 2010., Vlasta Delimar i Milan Božić odaju počast svom prijatelju i velikom umjetniku serijom performansa pod nazivom "Apsolutni umjetnik Antonio Gotovac Lauer" predstavljenih tijekom 2011. na brojnim lokacijama gdje je Gotovac izvodio tijekom svog života diljem Hrvatske i u inozemstvu. Kao rezultat ovog jednogodišnjeg projekta nastali su istoimeni film i knjiga – "Apsolutni umjetnik Antonio Gotovac Lauer".

## Festival u Štaglincu
Vlasta Delimar započela je 2005. godine projekt Moja zemlja Štaglinec, na imanju u selu Štaglinec nedaleko od Koprivnice. Tema manifestacije je zemlja u svim aspektima, od praiskonskog do metafizičkog poimanja zemlje, koju umjetnici interpretiraju kroz performanse i akcije, instalacije, video, fotografiju i zvučne radove. Na festivalu sudjeluju domaći i strani umjetnici. 

## Retrospektivna izložba
Retrospektivna izložba Vlaste Delimar, održana je u Muzeju suvremene umjetnosti 2014. godine. Izložba prikazuje rad Vlaste Delimar od samih početaka i suradnje sa Željkom Jermanom, njezine samostalne radove i rad s Milanom Božićem. Vlasta Delimar u svojim performansima ispituje status žene kao društvenog i kreativnog bića i njezine mnogostruke uloge: domaćica, majka, umjetnica, ljubavnica… 